# Сирин, Александр Вячеславович
Алекса́ндр Вячесла́вович Си́рин (род. 15 марта 1955, Таллин, Эстонская ССР, СССР) — советский и российский актёр театра и кино. Народный артист Российской Федерации (2008).

## Биография
Александр Вячеславович Сирин родился 15 марта 1955 года в Таллине — в семье советских актёров Вячеслава Сирина (1924—1970) и Веры Николавны Фёдоровой-Сириной (1925—2013).
В 1981 году окончил Высшее театральное училище имени Б. В. Щукина в Москве (художественный руководитель курса — Л. В. Калиновский) и был принят в труппу Московского государственного театра имени Ленинского комсомола (с 1990 года — Московский государственный театр «Ленком»). Среди работ в «Ленкоме» следует отметить роли Плужникова в спектакле «В списках не значился», Бадри Ломидзе в «Чинарском манифесте», Романенко в «Диктатуре совести», Мотла в «Поминальной молитве», Томаса Мора в «Королевских играх», Хардинга в «Затмении».
Дебютировал в кинематографе в эпизодической роли в художественном фильме «Адам женится на Еве» (1980) режиссёра Виктора Титова. Снимался в фильмах «Дом, который построил Свифт» (1982), «Торпедоносцы» (1983), «О возвращении забыть» (1985), «Ближний круг» (1991) и других.

### Семья
Первая жена — Ольга Сирина (урождённая Бобылёва; род. 13 июня 1960), советская и российская актриса театра и кино, мастер дубляжа и озвучивания, выпускница 1981 года (однокурсница Александра Сирина) Высшего театрального училища имени Б. В. Щукина в Москве (художественный руководитель курса — Л. В. Калиновский), с 1981 года служит в труппе Московского драматического театра на Малой Бронной. Дочь Евгения, театральный художник-технолог по костюмам.
Вторая жена — Татьяна Рудина (род. 17 августа 1959), советская и российская актриса театра и кино, заслуженная артистка Российской Федерации (2010), дочь заслуженного артиста РСФСР Рудольфа Рудина. Сын Николай Сирин (род. 23 ноября 1988), актёр, выпускник 2009 года Высшего театрального училища имени М. С. Щепкина в Москве (мастерская Владимира Бейлиса, Виталия Иванова), в 2009 году был принят в труппу Московского государственного театра «Ленком».

## Творчество

### Роли в театре

#### Московский государственный театр «Ленком Марка Захарова»
Александр Сирин служит в труппе театра «Ленком» с 1981 года по настоящее время и в разные годы был занят в следующих спектаклях:
- «В списках не значился» Б. Васильева — Плужников
- «Встречи на Сретенке» В. Кондратьева — Сашка
- «Чинарский манифест» А. Чхеидзе — Бадри Ломидзе
- «Диктатура совести» М. Шатрова — Романенко
- «Поминальная молитва» Г. Горина — Мотл, портной (1989); Лейзер, мясник (2021)
- «Королевские игры» Г. Горина — Томас Мор
- «Безумный день, или женитьба Фигаро» П. Бомарше — Доктор Бартоло
- 2006 — «Тартюф» по одноимённой комедии Ж.-Б.Мольера (режиссёр — Владимир Мирзоев; премьера — 19 декабря 2006 года) — Оргон, муж Эльмиры
- «Визит дамы» Ф. Дюрренматта — Бургомистр
- «Пролетая над гнездом кукушки (Затмение)» К. Кизи — Хардинг
- «Женитьба» Н. Гоголя — Жевакин
- «Испанские безумства» Л. Де Вега — Альбериго
- «Пять вечеров» А. Володина — Тимофеев
- «Борис Годунов» А. Пушкина — Шуйский, Мнишек

#### Антрепризная компания «Театральное товарищество 814» (Москва)
- 2001 — «Игроки» по одноимённой комедии Н. В. Гоголя (режиссёр — Олег Меньшиков) — полковник Кругель

#### Театр «Ателье» (Авторское агентство «Независимый театральный проект»)(Москва)
- 2010 — «Девочки из календаря», антипуританская комедия по одноимённой пьесе[англ.] Тима Фёрта[англ.] (режиссёр-постановщик — Александр Устюгов; премьера — 24 сентября 2010 года) — Джон[6]

### Роли в кино
- 1980 — Адам женится на Еве — музыкант, приятель Евы
- 1981 — Ералаш (выпуск № 28, сюжет «Портфель»)[7] — мужчина из автобуса
- 1982 — Дом, который построил Свифт — Некто
- 1983 — Привет с фронта — фотограф
- 1983 - Метелица - Борис Евгеньевич Соловьев (БЕС), учитель математики
- 1983 — Торпедоносцы — гвардии майор Плотников, командир экипажа торпедоносца гвардейского минно-торпедного авиаполка ВВС Северного флота ВМФ СССР
- 1984 — Два гусара — Завальшевский (в молодости), «кавалерист», брат Анны Фёдоровны
- 1985 — О возвращении забыть — акустик, член экипажа советской подводной лодки «С-31»
- 1986 — Михайло Ломоносов — Леонард Эйлер, прусский и российский математик и механик
- 1986 — Таинственный узник — Дмитрий Владимирович Каракозов
- 1990 — Повесть непогашенной луны — Иван Павлович Товстуха
- 1991 — Ближний круг — Воронкин
- 1991 — Кремлёвские тайны шестнадцатого века — князь Пётр Ильич
- 1992 — Ералаш (выпуск № 91, сюжет «Путёвка в жизнь»)[8] — папа Стёпы
- 1992 — В тумане
- 1993 — Поминальная молитва — Мотл, портной
- 1998 — Сочинение ко Дню Победы — сотрудник прокуратуры
- 1999 — Д. Д. Д. Досье детектива Дубровского — Олег Геннадьевич Курочкин, помощник генерального прокурора
- 2002 — Неудача Пуаро — Хеммонд, поверенный в делах Роджера Экройда
- 2003 — Бульварный переплёт — сосед Веры
- 2003 — Евлампия Романова. Следствие ведёт дилетант (фильм № 1 «Маникюр для покойника») — Семён Литвинов
- 2003 — Тёмная лошадка (телесериал) — Аникеев, полковник
- 2003 — Козлёнок в молоке (телесериал) — Гера, писатель, обходчик столов ресторана Центрального дома литераторов (ЦДЛ)
- 2004 — Красная капелла — Херш Сокол, радист, польский коммунист, участник «Красной капеллы»
- 2004 — Звездочёт (телесериал) — майор ФСБ Строков
- 2005 — Каменская 4 (фильм № 3 «Двойник») — Сергей Богомольцев («Богомолец»), криминальный авторитет в Приморске
- 2005 — Золотой телёнок — переводчик
- 2005 — Адвокат 2 (фильм № 4 «Авария») — Родион Андреевич Головня, продюсер певицы Ирины Демидовой
- 2005 — Бухта Филиппа (фильмы № 2-4) — Громов, незрячий отец журналистки Анастасии Громовой
- 2006 — Охота на пиранью — Павел, детский врач
- 2007 — Ликвидация — Андрей Викторович Арсенин, военврач, судмедэксперт
- 2007 — Лузер — Евгений, друг Дмитрия
- 2007 — Ленинград — Осипов, майор госбезопасности
- 2007 — Сыщик Путилин — Зеленский
- 2007 — Тормозной путь — Алексей Перепёлкин
- 2008 — Обитаемый остров — «Доктор», подпольщик
- 2009 — Платина 2 (телесериал) — Валерий Сергеевич Юдин, подполковник
- 2009 — Любка — Фёдор Николаевич Перечников, главный врач
- 2009 — Пелагия и белый бульдог — Матвей Бенционович Бердичевский, губернский прокурор
- 2009 — Исаев — Сергей Васильевич Шорохов, первый секретарь посольства РСФСР в Эстонии
- 2009 — Лапушки — Бронислав Брониславович Неделько, отец Маргариты и её начальник
- 2010 — Брестская крепость — Борис Алексеевич Маслов, военный врач 2-го ранга, начальник Брестского военного госпиталя, участник обороны Волынского укрепления
- 2010 — Вторые (телесериал) — Штайнер, немецкий коммунист
- 2010—2011 — Гражданка начальница — Михаил Юрьевич Ефимов, подполковник/полковник, начальник женской колонии
- 2010 — Без мужчин — Дитрих
- 2010 — Плен страсти — Юрий Андреевич Желябужский
- 2011 — Ельцин. Три дня в августе — Владимир Александрович Крючков, председатель КГБ СССР
- 2011 — Ключ Саламандры — Александр, консультант
- 2011 — Рейдер — Валерий Матвеевич Некрасов, губернатор
- 2011 — Раскол — митрополит Рязанский Иларион
- 2012 — Однажды в Ростове — Анатолий Борисович Гришин, главный врач Ростовской психиатрической больницы № 1
- 2012—2015 — Обратная сторона Луны — Сергей Абрамович Сорокин, врач-психиатр
- 2012 — Откровения. Реванш (серия № 12 «Дорога») — отец Евы, инженер на заводе
- 2013 — Ментовские войны 7 (Фильм 6 — «Корм для акулы») — Георгий Шилов, отец Романа Шилова
- 2013—2023 — Склифосовский  — Иван Николаевич Хромов (с 2-го сезона) с 33-й по 85-ю и с 104-й по 180-ю серии — один из ведущих хирургов Склифа, с 96-й по 104-ю серию — врач частной клиники в Санкт-Петербурге. Бывший муж Аллы Хромовой. Отец Гриши Хромова. С 75-й серии — муж Марии Валерьевны, отчим Кости С 8 сезона — дед Илюши, в 180-й серии ушёл на пенсию.
- 2014 — Небо падших — Леонид Михайлович Скабичевский, писатель
- 2014 — Уходящая натура — Александр Пронькин, член съёмочной группы
- 2014 — Куприн. Поединок — Адам Иванович Зегржт
- 2014 — Ментовские войны 8 (Фильм 2 — «Большой брат») — Георгий Шилов, отец Романа Шилова
- 2015 — Алхимик. Эликсир Фауста — Станислав Николаевич Дубинец, работник комендатуры Кремля
- 2015 — Саша добрый, Саша злой — Юлий Брунович, учёный
- 2015 — Всё могут короли — Генри Джонович, шут
- 2015 — Эти глаза напротив — Сергей Георгиевич Лапин, председатель Гостелерадио СССР
- 2015 — Ментовские войны 9 (Фильм 1 — «Первый уровень», Фильм 3 — «Сафари на охотников») — Георгий Шилов, отец Романа Шилова
- 2015 — Спутники — Николай Викентьевич Белов, главный врач санитарного поезда
- 2016 — Чистое искусство — генерал
- 2017 — Секретарша — Лев Степанович Щербаков, начальник следственного отдела
- 2018 — Теория вероятности — Сергей Павлович, отчим Ильи Челышева («Акеллы»)
- 2019 — Зулейха открывает глаза — Константин Арнольдович, профессор Ленинградского государственного университета, муж Изабеллы Юрьевны
- 2019 — Заступники — Лев Юрьевич Рыбак
- 2019 — Ван Гоги — доктор
- 2020 — Шифр 2 — Вячеслав Игоревич Логинов, главный врач в спорткомплексе
- 2021 — Угрюм-река — адвокат купца Прохора Петровича Громова
- 2021 — Воскресенский — Гаврила Воскресенский, отец Аркадия Воскресенского
- 2021 — Карамора — отец Кровяника
- 2024 — Противостояние — профессор

## Признание заслуг

### Государственные награды
- 1991 — почётное звание «Заслуженный артист РСФСР» (25 февраля 1991 года) — за заслуги в области советского театрального искусства[9].
- 2008 — почётное звание «Народный артист Российской Федерации» (1 декабря 2008 года) — за большие заслуги в области искусства[1].
- 2021 — Орден Дружбы (1 октября 2021 года) — за большой вклад в развитие отечественной культуры и искусства, многолетнюю плодотворную деятельность[10].

### Общественные награды и премии
- 2007 — лауреат театральной премии «Чайка» в Москве (25 декабря 2007 года) в номинации «Лучший актёрский дуэт» (вместе с Максимом Сухановым) — за исполнение роли Оргона в спектакле «Тартюф» по одноимённой комедии Ж.-Б.Мольера в постановке Владимира Мирзоева на сцене Московского государственного театра «Ленком»[2][11].